# Oestrich-Winkel
Oestrich-Winkel ist eine Stadt im Rheingau-Taunus-Kreis in Hessen. Der Sitz der Stadtverwaltung liegt im Stadtteil Oestrich.

## Geographie

### Geographische Lage
Das Stadtgebiet zieht sich ungefähr in Süd-Nord-Richtung von der Fahrrinne des Rheins aus in einem etwa fünf Kilometer breiten Streifen die Südhänge zum Taunushauptkamm empor und umfasst die beiden höchsten Erhebungen des Rheingaugebirges, die Hallgarter Zange (580,5 m ü. NN) mit ihrem Aussichtsturm und die Kalte Herberge (619,3 m). Nördlich des Taunushauptkamms reicht Oestrich-Winkel im Hinterlandswald über das mittlere Ernstbachtal bis zum linken Wisperufer bei Geroldstein und nahe der Kammerburg. Vom Rhein bis zur Wisper ist das Stadtgebiet 13 Kilometer lang. Der südliche Teil des Stadtgebiets besteht von den Rändern der bebauten Ortslagen bis auf eine Höhe von 250 Meter überwiegend aus Weinberglagen; der nördlich anschließende Teil ist bewaldet. Während die Stadtteile Oestrich, Mittelheim und Winkel ein Siedlungsband am Rheinufer bilden, liegt in Höhenlage unter dem Waldrand der Stadtteil Hallgarten, zu dem auch die weiter oben in den Wald hineingebaute Siedlung Am Rebhang gehört.
Der Schnittpunkt des 50. nördlichen Breitengrades mit dem 8. östlichen Längengrad liegt im Stadtteil Winkel.

### Stadtgliederung

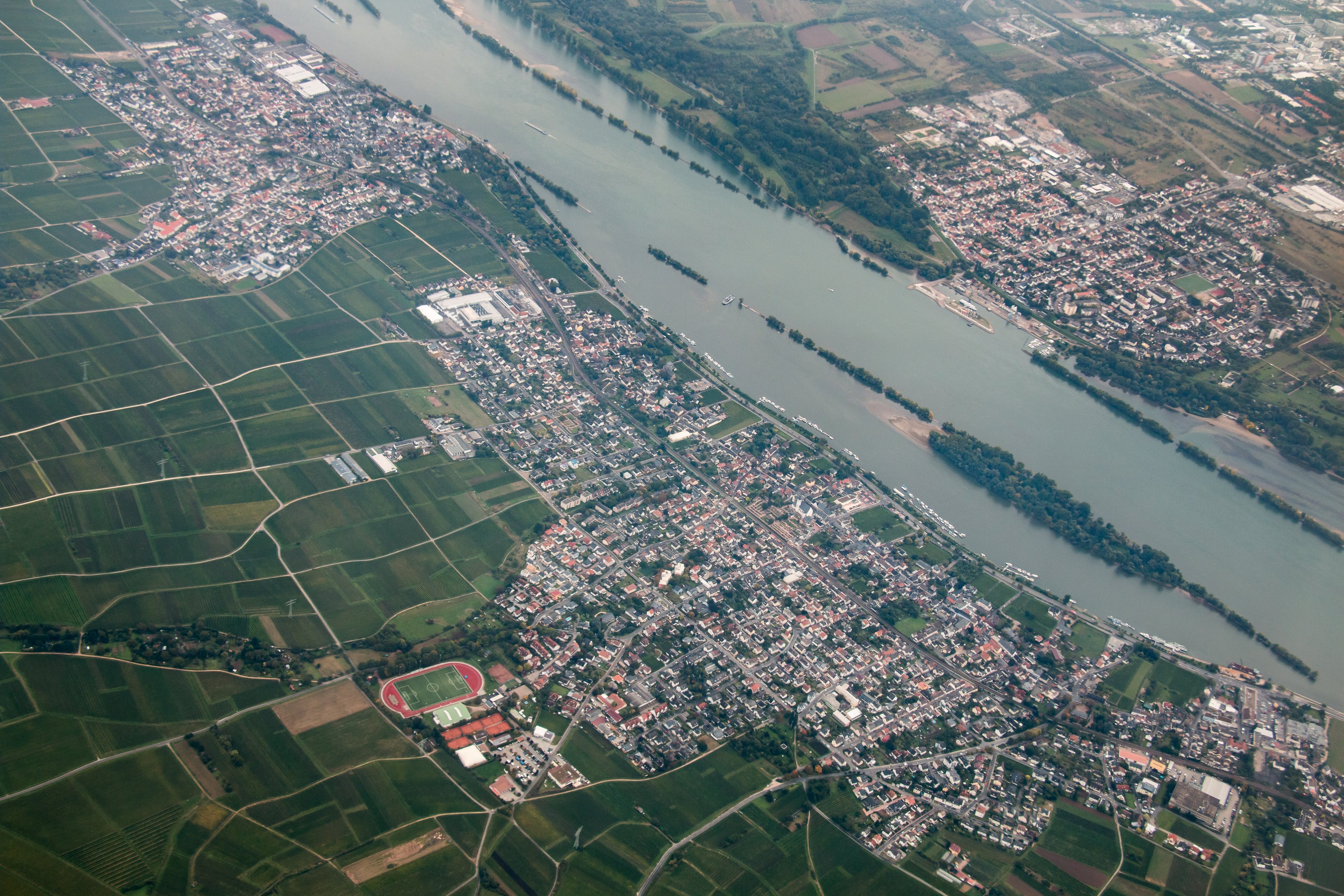
Luftaufnahme des Ortes.
Im Vordergrund der Ortsteil Winkel, links oben Oestrich und auf der gegenüberliegenden Rheinseite Frei-Weinheim

Das Stadtgebiet von Oestrich-Winkel besteht aus den Stadtteilen Hallgarten, Mittelheim, Oestrich und Winkel.
Winkel, das damit baulich verbundene Mittelheim und Oestrich liegen in West-Ost-Richtung direkt am Rhein, Hallgarten etwa 2 km nördlich.

### Flächennutzung
Das Stadtgebiet umfasst eine Gesamtfläche von 5953 Hektar, davon entfallen auf:
| Flächentyp                 | Fläche in Hektar | Anteil in Prozent |
| -------------------------- | ---------------- | ----------------- |
| Gebäude- und Freifläche    | 233              | 3,9               |
| Verkehrsfläche             | 229              | 3,8               |
| Landwirtschaftliche Fläche | 176              | 3,0               |
| Rebfläche                  | 1019             | 17,1              |
| Waldfläche                 | 3949             | 66,3              |
| Wasserfläche               | 243              | 4,1               |
| Fläche anderer Nutzung     | 104              | 1,7               |

Damit besteht das Stadtgebiet der größten Weinstadt Hessens ziemlich genau zu zwei Dritteln aus Waldflächen und zu 20 Prozent aus landwirtschaftlich nutzbaren Flächen, wobei der Weinanbau allein gut 17 Prozent beansprucht. Damit liegt fast ein Drittel der Rebflächen des hessischen Anbaugebietes Rheingau in Oestrich-Winkel. Gleichwohl liegt auch der Waldanteil weit über dem Durchschnitt des als waldreich geltenden Rheingau-Taunus-Kreises. Ebenso ist auch der Anteil an Wasserflächen bemerkenswert hoch; er liegt etwa beim Dreifachen des hessischen Durchschnittswertes. Das liegt daran, dass die Südgrenze des Stadtgebietes mitten im Rhein in der Mitte des historischen Hauptfahrwassers liegt und somit auch die von diesem durch Strömungsleitwerke und die Winkeler Aue abgeteilte Winkeler Bucht umfasst.

### Nachbargemeinden
Oestrich-Winkel grenzt im Westen an Geisenheim, im Norden an Lorch, Welterod (Rhein-Lahn-Kreis), Heidenrod und Schlangenbad und im Osten an Eltville am Rhein. Im Süden, jenseits des Rheins, liegt die Stadt Ingelheim am Rhein (Landkreis Mainz-Bingen).

## Geschichte

### Gemeindebildung
Das rund 12.000 Einwohner zählende Oestrich-Winkel entstand im Zuge der Gebietsreform in Hessen am 1. Juli 1972 durch den freiwilligen Zusammenschluss der bis dahin selbständigen Gemeinden Mittelheim, Oestrich und Winkel. Gleichzeitig wurde der neuen Gemeinde durch die Landesregierung das Recht verliehen, sich Stadt zu nennen. Der Doppelname hatte schon vor der Stadtgründung eine lange Tradition als Name der einzigen Bahnstation im Stadtgebiet. Zum ersten Bürgermeister der Stadt wurde der letzte Bürgermeister von Winkel, Klaus Frietsch, gewählt, der nachmalige Landrat des Rheingau-Taunus-Kreises. Am 1. Januar 1977 wurde die Gemeinde Hallgarten kraft Landesgesetz eingegliedert. Seit 2016 gibt es für alle Stadtteile einen Ortsbezirk mit Ortsbeirat und Ortsvorsteher.

### Bevölkerung

#### Einwohnerstruktur 2011
Nach den Erhebungen des Zensus 2011 lebten am Stichtag, dem 9. Mai 2011, in Oestrich-Winkel 11717 Einwohner. Nach dem Lebensalter waren 1890 Einwohner unter 18 Jahren, 4650 zwischen 18 und 49, 2427 zwischen 50 und 64 und 2481 Einwohner waren älter. Unter den Einwohnern waren 776 (6,6 %) Ausländer, von denen 304 aus dem EU-Ausland, 333 aus anderen europäischen Ländern und 136 aus anderen Staaten kamen. Von den deutschen Einwohnern hatten 8,4 % einen Migrationshintergrund. (Bis zum Jahr 2020 erhöhte sich die Ausländerquote auf 12,2 %.) Die Einwohner lebten in 5295 Haushalten. Davon waren 1863 Singlehaushalte, 1539 Paare ohne Kinder und 1479 Paare mit Kindern, sowie 333 Alleinerziehende und 78 Wohngemeinschaften. In 1230 Haushalten lebten ausschließlich Senioren und in 3495 Haushaltungen leben keine Senioren.

#### Einwohnerentwicklung
| Oestrich-Winkel: Einwohnerzahlen von 1970 bis 2020                         | Oestrich-Winkel: Einwohnerzahlen von 1970 bis 2020 | Oestrich-Winkel: Einwohnerzahlen von 1970 bis 2020 | Oestrich-Winkel: Einwohnerzahlen von 1970 bis 2020 | Oestrich-Winkel: Einwohnerzahlen von 1970 bis 2020 |
| -------------------------------------------------------------------------- | -------------------------------------------------- | -------------------------------------------------- | -------------------------------------------------- | -------------------------------------------------- |
| Jahr                                                                       |                                                    |                                                    |                                                    | Einwohner                                          |
| 1970                                                                       | 1970                                               |                                                    | 8.988                                              | 8.988                                              |
| 1973                                                                       | 1973                                               |                                                    | 10.868                                             | 10.868                                             |
| 1975                                                                       | 1975                                               |                                                    | 10.837                                             | 10.837                                             |
| 1980                                                                       | 1980                                               |                                                    | 11.020                                             | 11.020                                             |
| 1985                                                                       | 1985                                               |                                                    | 10.773                                             | 10.773                                             |
| 1990                                                                       | 1990                                               |                                                    | 11.428                                             | 11.428                                             |
| 1995                                                                       | 1995                                               |                                                    | 11.927                                             | 11.927                                             |
| 2000                                                                       | 2000                                               |                                                    | 12.014                                             | 12.014                                             |
| 2005                                                                       | 2005                                               |                                                    | 11.877                                             | 11.877                                             |
| 2010                                                                       | 2010                                               |                                                    | 11.717                                             | 11.717                                             |
| 2011                                                                       | 2011                                               |                                                    | 11.451                                             | 11.451                                             |
| 2015                                                                       | 2015                                               |                                                    | 11.632                                             | 11.632                                             |
| 2020                                                                       | 2020                                               |                                                    | 11.873                                             | 11.873                                             |
| Quelle(n): LAGIS; Hessisches Statistisches Informationssystem; Zensus 2011 |                                                    |                                                    |                                                    |                                                    |

## Religionen
Jeder der vier Stadtteile von Oestrich-Winkel hat eine eigene katholische Kirche, die zur Großpfarrei St. Peter und Paul Rheingau gehören. Die evangelischen Christen gehören zur Evangelischen Kirchengemeinde Oestrich-Winkel, die 1891 gegründet wurde und zu der auch der Eltviller Stadtteil Hattenheim gehört.
In Oestrich gibt es einen Königreichssaal der Zeugen Jehovas und in Mittelheim eine Gemeinde der Neuapostolischen Kirche.
Ende des 18. Jahrhunderts gab es bis in die Zeit des Nationalsozialismus eine kleine Jüdische Gemeinde, die in enger Beziehung zu der von Eltville stand; um 1900 bestand sie aus etwa 40 Personen. Der Jüdische Friedhof von Oestrich gilt als ältester erhaltener jüdischer Friedhof im Rheingau. Beim Novemberpogrom 1938 wurde der Betraum von SA-Angehörigen zerstört und Geschäfts- und Wohnräume demoliert und geplündert. An den Ausschreitungen waren neben den örtlichen NSDAP-Mitgliedern auch welche aus Winkel und Mittelheim beteiligt, unterstützt durch SA-Angehörigen aus Eltville und Rüdesheim. Im August 2013 wurden zum Gedenken der jüdischen Opfer des Nationalsozialismus die ersten Stolpersteine durch den Künstler Gunter Demnig verlegt.
Konfessionsstatistik
| • 1987: | 1836 evangelische (= 16,9 %), 8015 katholische (= 73,8 %), 1009 sonstige (= 9,3 %) Einwohner  |
| • 2011: | 2170 evangelische (= 19,0 %), 6350 katholische (= 55,5 %), 2930 sonstige (= 25,5 %) Einwohner |

## Politik

### Stadtverordnetenversammlung
Die Kommunalwahl am 14. März 2021 lieferte folgendes Ergebnis, in Vergleich gesetzt zu früheren Kommunalwahlen:
| Sitzverteilung in der Stadtverordnetenversammlung 2021Insgesamt 31 Sitze - SPD: 11 - Grüne: 6 - FDP: 3 - CDU: 11 | Parteien und Wählergemeinschaften | Parteien und Wählergemeinschaften           | 2021  | 2021  | 2016  | 2016  | 2011  | 2011  | 2006  | 2006  | 2001  | 2001  |
| Sitzverteilung in der Stadtverordnetenversammlung 2021Insgesamt 31 Sitze - SPD: 11 - Grüne: 6 - FDP: 3 - CDU: 11 | Parteien und Wählergemeinschaften | Parteien und Wählergemeinschaften           | %     | Sitze | %     | Sitze | %     | Sitze | %     | Sitze | %     | Sitze |
| Sitzverteilung in der Stadtverordnetenversammlung 2021Insgesamt 31 Sitze - SPD: 11 - Grüne: 6 - FDP: 3 - CDU: 11 | CDU                               | Christlich Demokratische Union Deutschlands | 36,1  | 11    | 44,6  | 14    | 37,9  | 14    | 43,4  | 16    | 47,9  | 18    |
| Sitzverteilung in der Stadtverordnetenversammlung 2021Insgesamt 31 Sitze - SPD: 11 - Grüne: 6 - FDP: 3 - CDU: 11 | SPD                               | Sozialdemokratische Partei Deutschlands     | 34,8  | 11    | 30,7  | 9     | 29,7  | 11    | 29,6  | 11    | 31,1  | 11    |
| Sitzverteilung in der Stadtverordnetenversammlung 2021Insgesamt 31 Sitze - SPD: 11 - Grüne: 6 - FDP: 3 - CDU: 11 | Grüne                             | Bündnis 90/Die Grünen                       | 18,4  | 6     | 14,9  | 5     | 25,4  | 9     | 19,1  | 7     | 10,8  | 4     |
| Sitzverteilung in der Stadtverordnetenversammlung 2021Insgesamt 31 Sitze - SPD: 11 - Grüne: 6 - FDP: 3 - CDU: 11 | FDP                               | Freie Demokratische Partei                  | 10,6  | 3     | 9,8   | 3     | 7,0   | 3     | 7,9   | 3     | 4,3   | 2     |
| Sitzverteilung in der Stadtverordnetenversammlung 2021Insgesamt 31 Sitze - SPD: 11 - Grüne: 6 - FDP: 3 - CDU: 11 | FWG                               | Freie Wählergemeinschaft                    | –     | –     | –     | –     | –     | –     | –     | –     | 6,0   | 2     |
| Sitzverteilung in der Stadtverordnetenversammlung 2021Insgesamt 31 Sitze - SPD: 11 - Grüne: 6 - FDP: 3 - CDU: 11 | Gesamt                            | Gesamt                                      | 100,0 | 31    | 100,0 | 31    | 100,0 | 37    | 100,0 | 37    | 100,0 | 37    |
| Sitzverteilung in der Stadtverordnetenversammlung 2021Insgesamt 31 Sitze - SPD: 11 - Grüne: 6 - FDP: 3 - CDU: 11 | Wahlbeteiligung in %              | Wahlbeteiligung in %                        | 60,2  | 60,2  | 55,5  | 55,5  | 52,8  | 52,8  | 51,5  | 51,5  | 60,2  | 60,2  |

### Bürgermeister

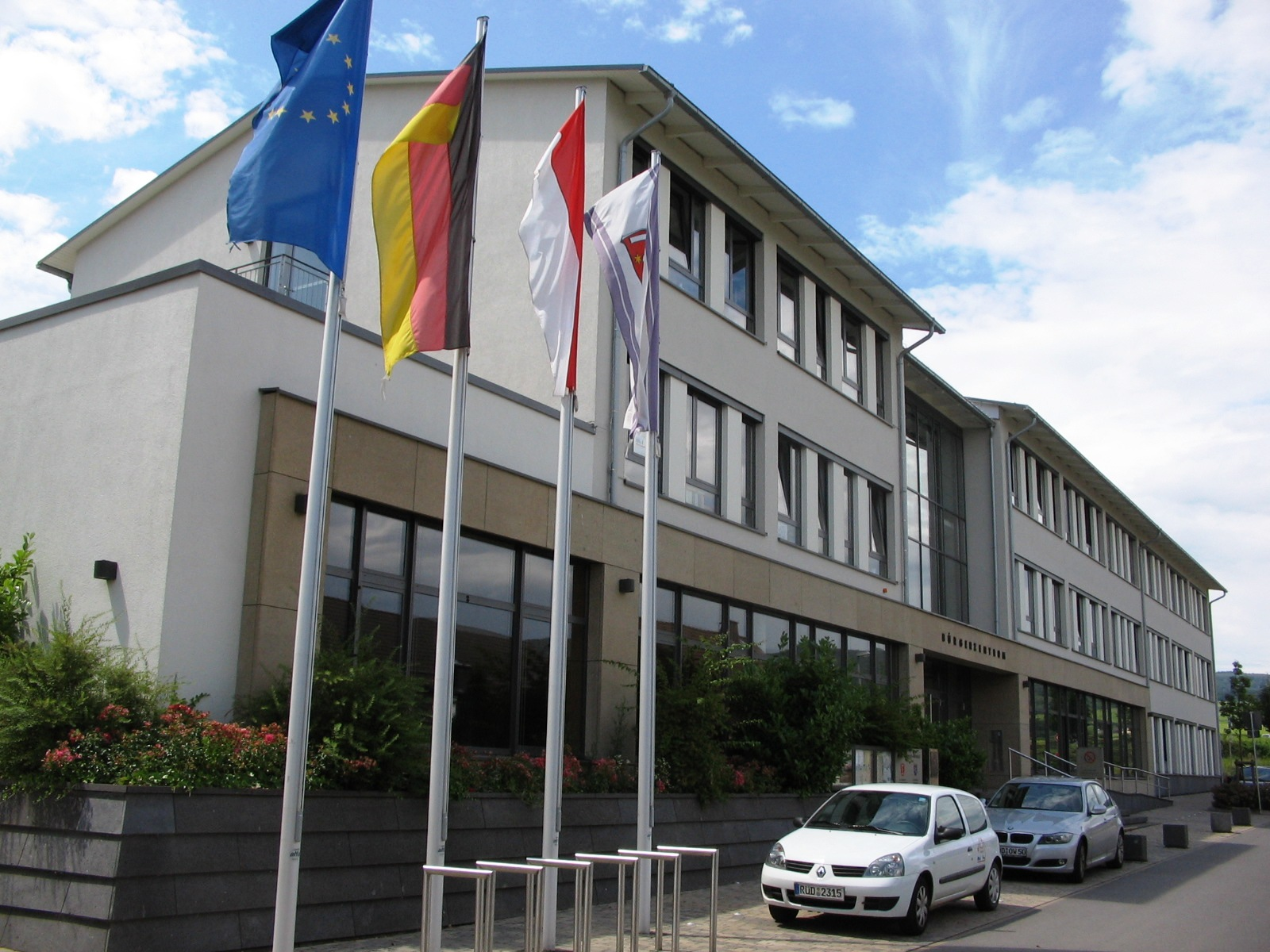
Bürgerzentrum und Rathaus der Stadt Oestrich-Winkel, erbaut im Jahr 2005

Nach der hessischen Kommunalverfassung wird der Bürgermeister für eine sechsjährige Amtszeit gewählt, seit dem Jahr 1993 in einer Direktwahl, und ist Vorsitzender des Magistrats, dem in der Stadt Oestrich-Winkel neben dem Bürgermeister hauptamtlich ein Erster Stadtrat (nur noch bis zum 31. März 2026) und ehrenamtlich acht weitere Stadträte angehören. Bürgermeister ist seit dem 1. Januar 2024 Carsten Sinß (SPD), der in der Kommunalpolitik zuletzt Fraktionsvorsitzender seiner Partei war. Der Amtsvorgänger Kay Tenge wurde in seiner ersten Amtszeit nach langer Krankheit am 31. Mai 2023 wegen Dienstunfähigkeit vorzeitig in den Ruhestand versetzt. Deshalb leitete der hauptamtliche Erste Stadtrat Björn Sommer die Stadtverwaltung seit Frühjahr 2022 kommissarisch und die Wahl eines neuen Bürgermeisters musste vorgezogen werden. Carsten Sinß erhielt am 22. Oktober 2023 in einer Stichwahl bei 63,67 Prozent Wahlbeteiligung 53,08 Prozent der Stimmen und setzte sich so gegen den Ersten Stadtrat Björn Sommer als seinen Mitbewerber durch.
Amtszeiten der Bürgermeister
- 2024–2029 Carsten Sinß (SPD)[26]
- 2019–2023 Kay Tenge[27]
- 2013–2019 Michael Heil (CDU)
- 1995–2013 Paul Weimann (CDU)
- 1989–1995 Heinz-Dieter Mielke (SPD)
- 1972–1989 Klaus Frietsch (SPD)

### Partnerschaften
Die Stadt Oestrich-Winkel unterhält partnerschaftliche Beziehungen zum ungarischen Tokaj, zum französischen Denicé und zum 2./ Fernmeldebataillon 283 in Lahnstein.

### Wappen
Das Stadtwappen von Oestrich-Winkel zeigt ein gespiegeltes silbernes „Z“, beiderseits von einem goldenen Stern begleitet. Das „Z“ stellt eine Wolfsangel bzw. einen Doppelhaken dar und wurde offenbar bei der Abwehr von Wölfen in früheren Zeiten verwendet. Das Wappen stammt aus dem 17. Jahrhundert. Es war vor der Stadtgründung seit 1965 Gemeindewappen des heutigen Stadtteils Mittelheim.

### Flagge
Am 6. Januar 1988 ist der Stadt Oestrich-Winkel die nachstehend beschriebene Flagge verliehen worden: „Die Flagge der Stadt Oestrich-Winkel zeigt zwischen schmalen blauen, mit einem weißen Faden belegten Randstreifen auf breiter weißer Mittelbahn in der oberen Hälfte das aufgelegte Stadtwappen.“

## Kultur und Sehenswürdigkeiten

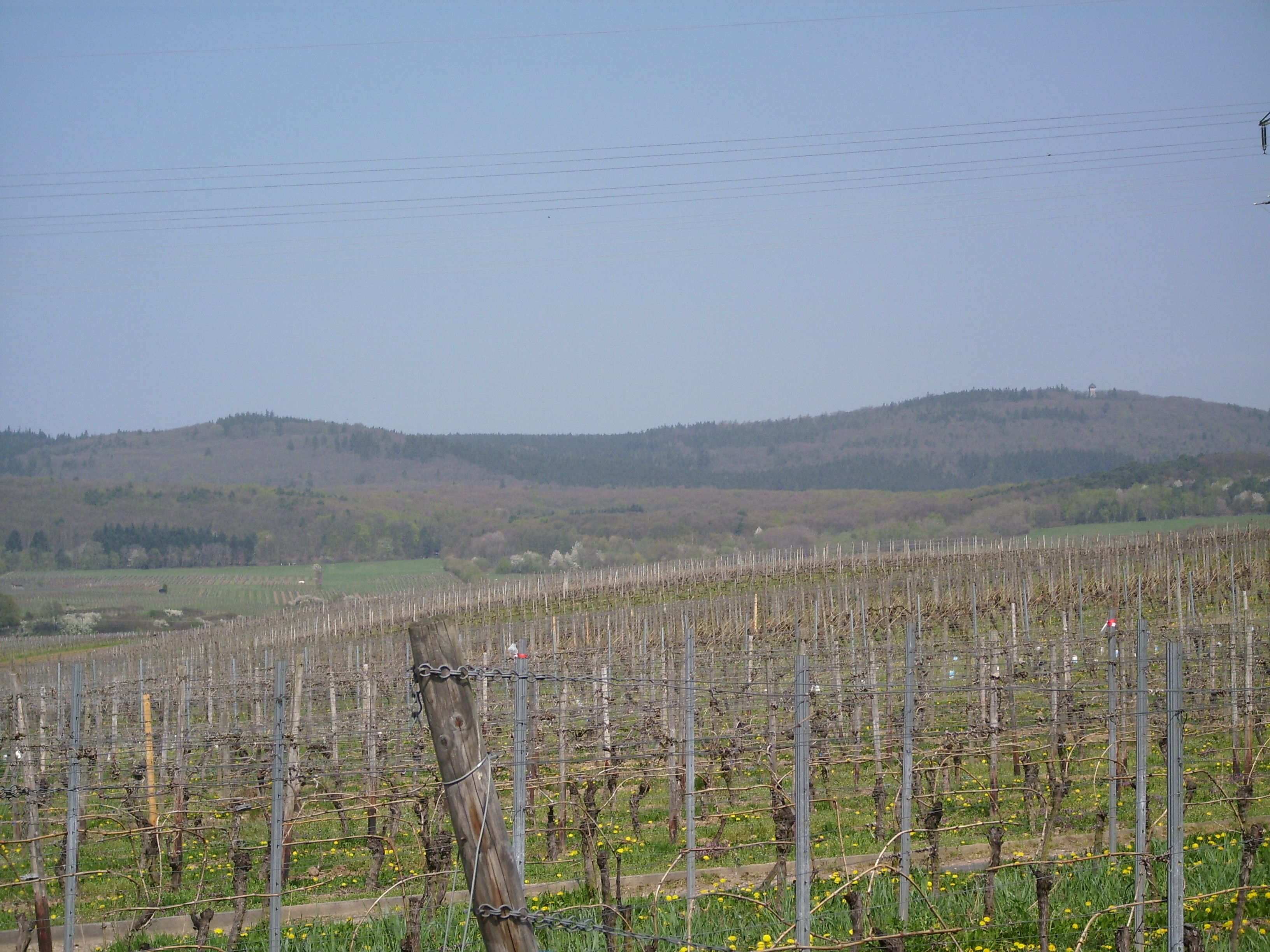
Weinberge in Oestrich-Winkel mit Blick auf die Hallgarter Zange

### Weinkultur
Oestrich-Winkel ist geprägt vom Weinbau. Folgende Lagen werden bewirtschaftet:
- Oestrich: Lenchen – Doosberg – Klosterberg – Pfaffenberg
- Mittelheim: Edelmann – St. Nikolaus – Goldberg
- Winkel: Dachsberg – Hasensprung – Gutenberg – Jesuitengarten – Bienengarten – Schloss Vollrads
- Hallgarten: Jungfer – Würzgarten – Schönhell – Hendelberg – Mehrhölzchen

### Sehenswürdigkeiten

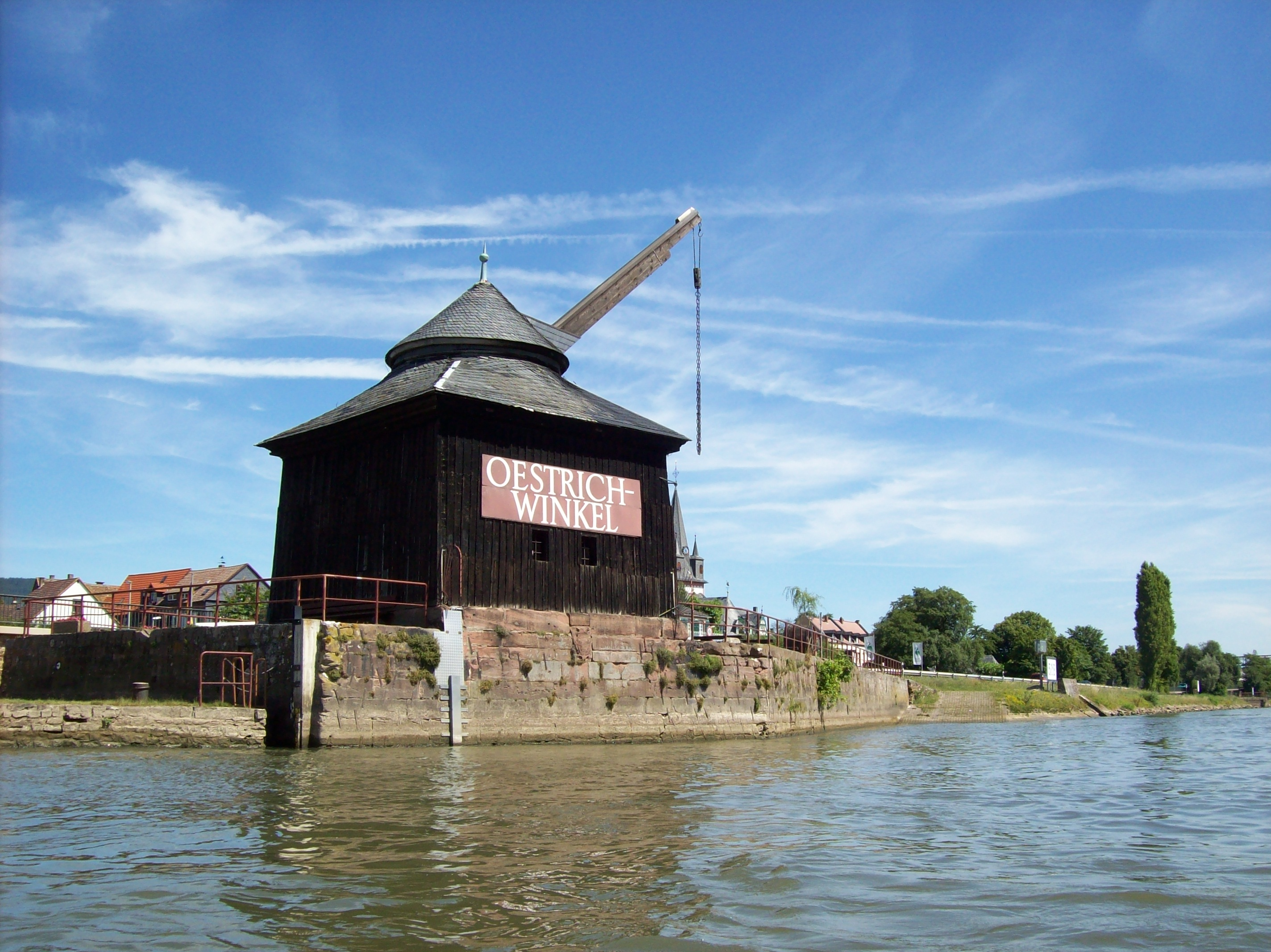
Oestricher Kran

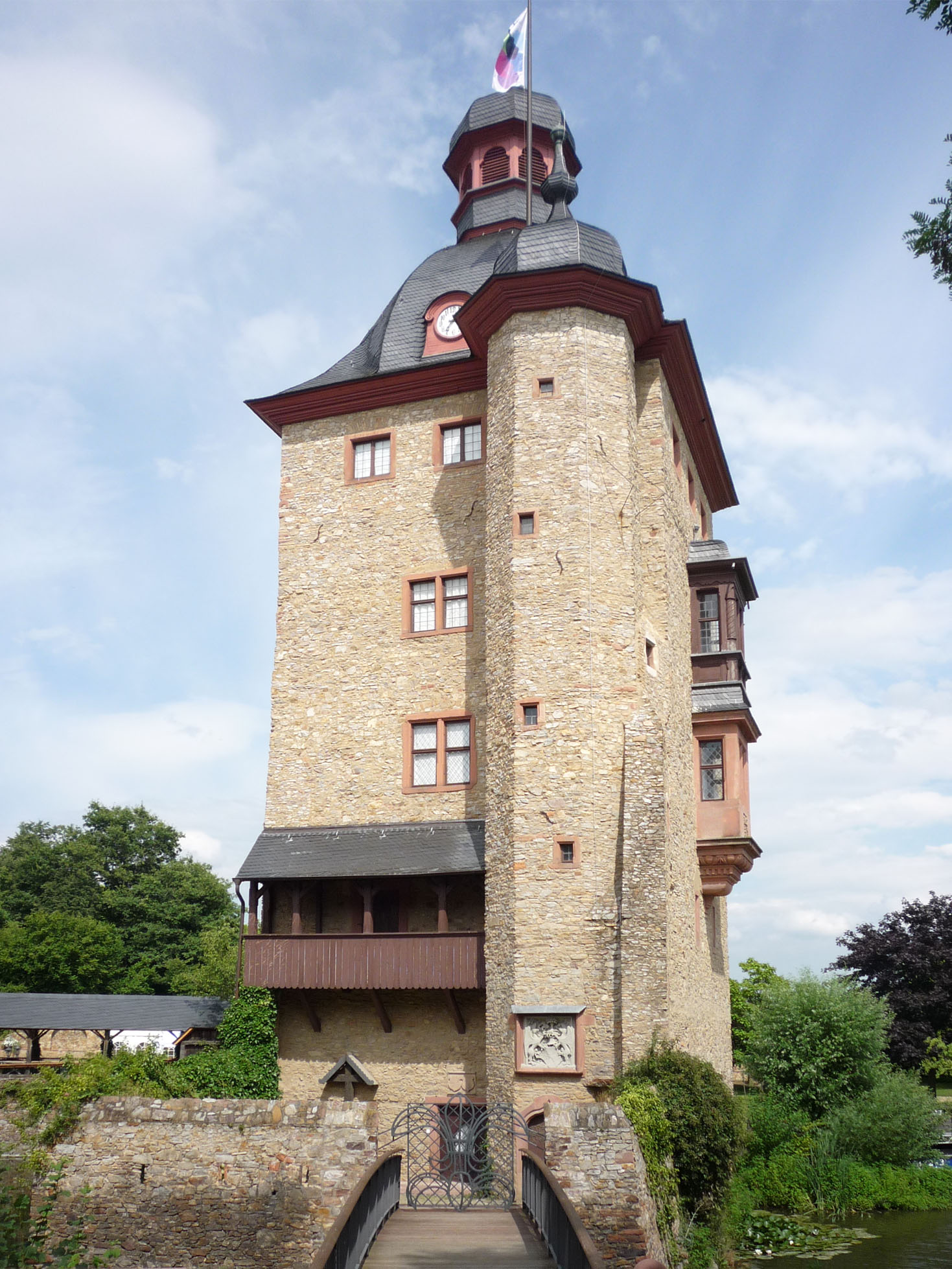
Der Wohnturm von Schloss Vollrads

Der Oestricher Kran, ein Wahrzeichen des Stadtteils Oestrich, ist ein ehemaliger Weinverladekran aus dem 18. Jahrhundert zum Be- und Entladen von Schiffen. 1745 fertiggestellt, arbeitete er bis 1926. Im Inneren des Kranes befinden sich zwei Tret- oder Laufräder, in denen je zwei Männer durch ihre Körpermasse eine Seilwinde in Bewegung setzten, um damit die Schiffladung zu heben.
Die Oestricher Pfarrkirche St. Martin und die St.-Aegidius-Basilika in Mittelheim gelten als die ältesten Kirchen des Rheingaus. In der Pfarrkirche Mariä Himmelfahrt in Hallgarten ist die berühmte Hallgartener Madonna aus dem frühen 15. Jahrhundert zu besichtigen. Auch die moderne Evangelische Kirche Mittelheim aus dem Jahr 1956 steht unter Denkmalschutz.
An der nordöstlichen Gemeindegrenze nahe Hattenheim liegt Schloss Reichartshausen (gegründet im 12. Jahrhundert) mit seinen um 1900 als künstliche Ruine verkleideten Wirtschaftsgebäuden; es beherbergt heute die EBS Universität für Wirtschaft und Recht.
In Winkel steht das älteste erhaltene Steinhaus Deutschlands, das Graue Haus. Lange Zeit meinte man, dass Rabanus Maurus 856 dort wohnte und starb.
Schloss Vollrads mit seinem uralten Wasserturm gehört – zwei Kilometer nördlich von Winkel gelegen – ebenfalls zu den beachtenswerten Sehenswürdigkeiten.
In der Ortsmitte von Winkel steht das Brentanohaus. Hier hat sich Goethe im Jahre 1814 für einige Zeit als Gast der Frankfurter Bankiersfamilie Brentano aufgehalten. Kinder der Familie sind Clemens, Gunda und Bettina Brentano. Karoline von Günderrode, eine Freundin von Bettina, erstach sich 1806 aus Liebeskummer und Lebensüberdruss am Rheinufer in Winkel. Eine Scheune gegenüber dem Brentano-Haus dient seit 2003 unter der Bezeichnung »Brentanoscheune« als kulturelles Veranstaltungsgebäude.
Nördlich der Stadt steht auf der 580 m hohen Hallgarter Zange ein steinerner Aussichtsturm.

### Regelmäßige Veranstaltungen
Regelmäßige Veranstaltungen sind das Wandererlebnis Flötenweg (immer am Wochenende nach Pfingsten), das Winzerfest in Hallgarten (1. Augustwochenende), die Weihnachtsmärkte an der Brentanoscheune und im Schloss Vollrads sowie die Jazzwoche.

## Wirtschaft und Infrastruktur

### Wirtschaft und ansässige Unternehmen
In Oestrich-Winkel sind der Weinbau und der Tourismus bedeutend. Aufgrund eines tiefgreifenden Strukturwandels existieren heute im Stadtgebiet nur wenige Industrieunternehmen. Vorwiegend bestehen Handwerks- und Dienstleistungsbetriebe. Ansässige Unternehmen mit überregionaler Bedeutung, sind die Lafarge Roof System Components GmbH & Co. KG, sowie die KISICO Kirchner, Simon & Co. GmbH, die im Bereich Kunststoffverarbeitung agieren. Daneben haben einige Folgeunternehmen der ehemaligen DIAG einen Sitz in Oestrich-Winkel, wie die Ferrostaal Oil & Gas GmbH, Omikron Tech Industries GmbH oder DG Projects GmbH. Bis ins Jahr 2018 war ebenfalls die Koepp Schaum GmbH mit einem Firmensitz in Oestrich-Winkel ansässig. Der Kosmetikhersteller WILDE COSMETICS GmbH, welcher seit 2006 seinen Hauptsitz in Oestrich-Winkel hatte, verlegte diesen 2024 wieder zurück ins benachbarte Eltville am Rhein.
Im Stadtgebiet bestanden im Jahr 2019 1793 sozialversicherungspflichtige Arbeitsplätze. Der Dienstleistungsanteil lag bei 64,2 %.

### Bildungseinrichtungen

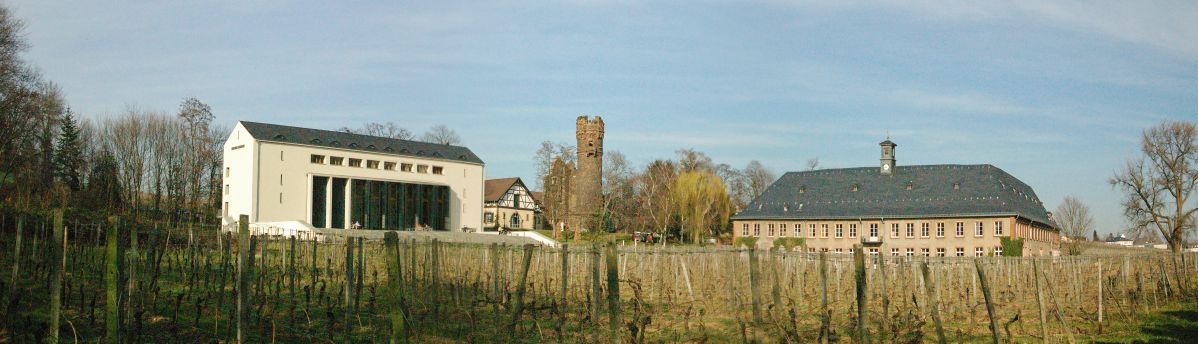
EBS Universität für Wirtschaft und Recht (Business School), Blick auf den Campus vom Rheinufer aus

Oestrich-Winkel ist seit 1980 Sitz der EBS Universität für Wirtschaft und Recht und ist somit Universitätsstadt. Im Stadtteil Oestrich befindet sich die Pfingstbachschule (Grundschule). Eine weitere Grundschule befindet sich im Stadtteil Hallgarten.
Basierend auf politischen Beschlüssen im Kreistag und dem daraus resultierenden geänderten regionalen Schulentwicklungsplan, kam es im Jahr 2015 zu Umstrukturierungen im Bereich des Bildungsangebots. Die Rabanus-Maurus-Schule (Grundschule) im Stadtteil Winkel und die Reformschule Rheingau im Stadtteil Oestrich wurde geschlossen. Letztere war die letzte Hauptschule im Rheingau. In den Gebäuden der vorherigen Reformschule, befindet sich die heutige Pfingstbachschule.

### Verkehr

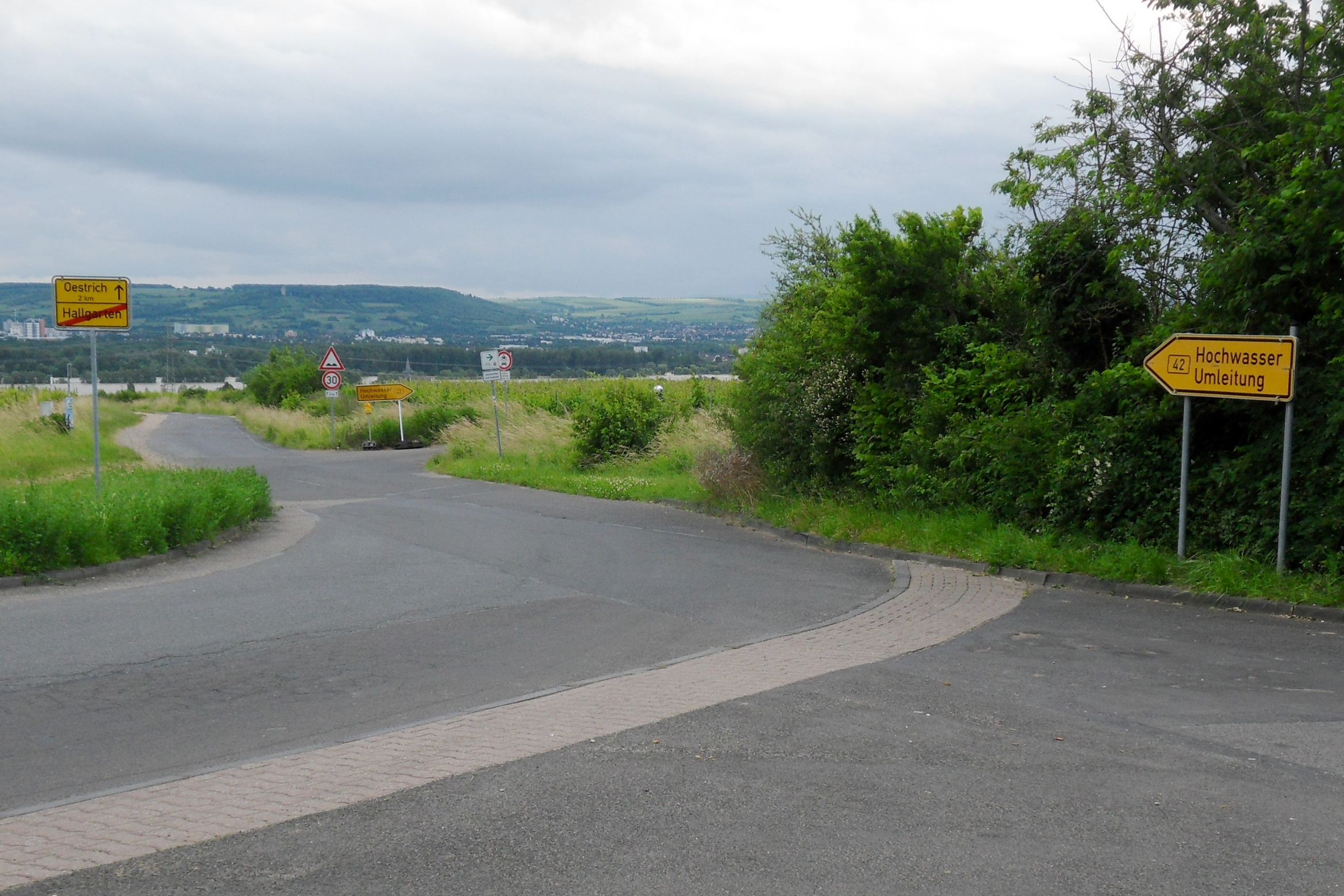
Beschilderung der Hochwasserumleitung der Bundesstraße 42 am südwestlichen Ortsrand von Hallgarten, am rechten Bildrand ein fest installierter aufklappbarer Richtungswegweiser.

Als die Rechte Rheinstrecke (Frankfurt (Main)–Wiesbaden–Oestrich-Winkel–Niederlahnstein–Koblenz) gebaut wurde, konnten sich die Gemeinden Oestrich und Winkel mit der Bahngesellschaft nicht über die Standorte für Bahnstationen einigen. So baute die Bahn eine solche nur im kleinen Mittelheim und nannte den Bahnhof Oestrich-Winkel, schon Generationen bevor man daran dachte, die drei Gemeinden im Rahmen der Gebietsreform unter diesem Namen zu vereinigen. Bis zur hessischen Landesgrenze bei Lorchhausen wird die Strecke von dem Rhein-Main-Verkehrsverbund bedient.
Oestrich-Winkel liegt direkt an der Bundesstraße 42, die als Ortsumfahrung das Rheinufer von der bebauten Ortslage trennt. Sie geht hinter Walluf nahtlos in die Bundesautobahn 66 über.
Von Mittelheim verkehrt zwischen 6 und 21 Uhr (im Sommerhalbjahr bis 22 Uhr) eine Fährverbindung für Pkw nach Ingelheim am Rhein, wo ein Anschluss zur Bundesautobahn 60 besteht. Für Lkw ist die Zufahrt zur Fähre unter der B 42 hindurch zu niedrig. Das Rheinufer in Winkel ist Liegeplatz der Fahrgastschiffe Robert Stolz und Willy Schneider, die von der am Ort ansässigen Charterliner GmbH van de Lücht betrieben werden.
Der etwa 2,5 km vom Rhein entfernte Stadtteil Hallgarten wird von Schloss Reichartshausen aus durch die Kreisstraße K 634 mit einer Bahnunterführung an den überörtlichen Verkehr angeschlossen.

#### Hochwasserumleitung

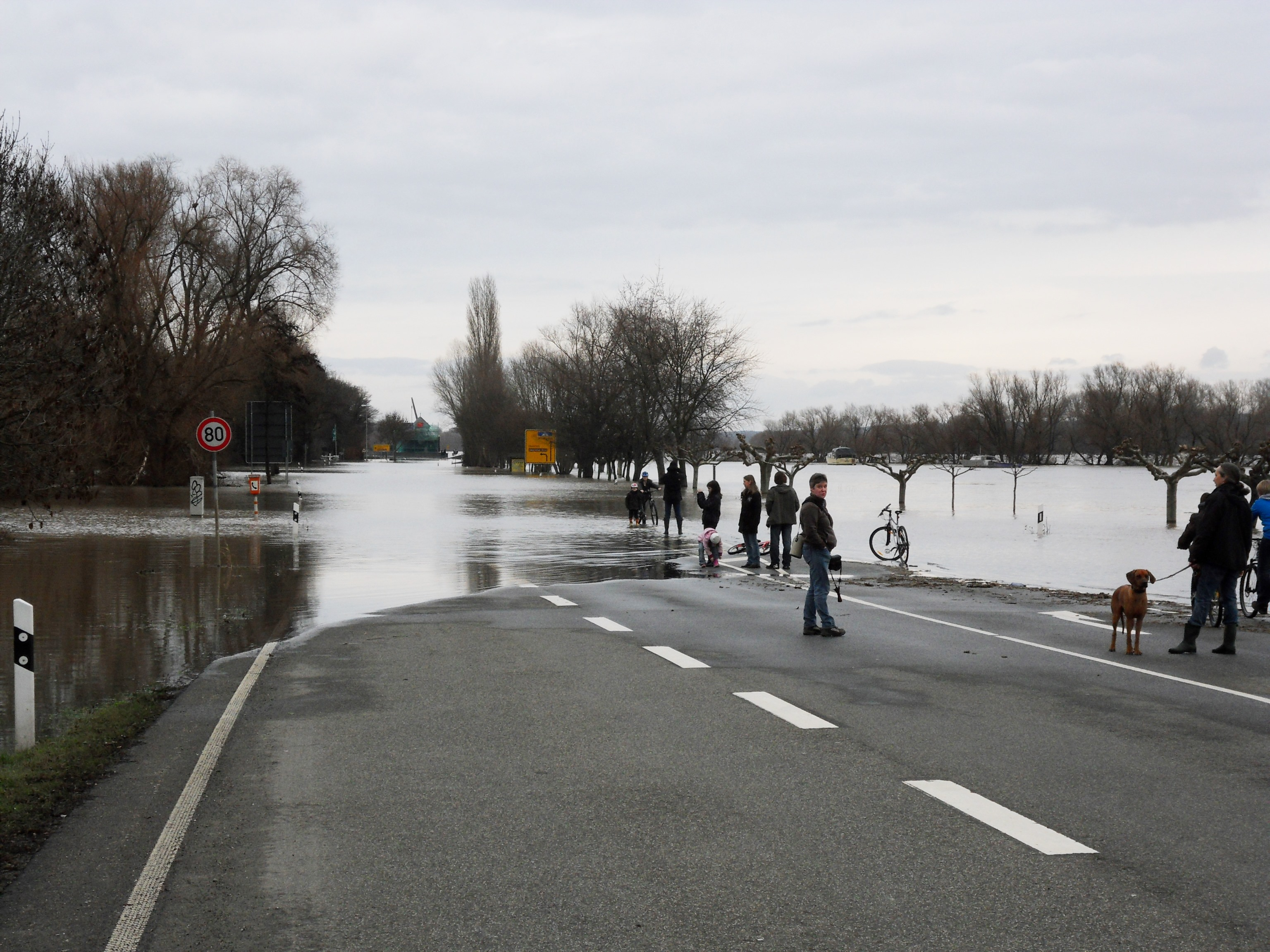
Abgesenkter Abschnitt der B 42, Blick von Mittelheim am Nikolauspfad Richtung Oestricher Kran, beim Pegelstand Oestrich 499.

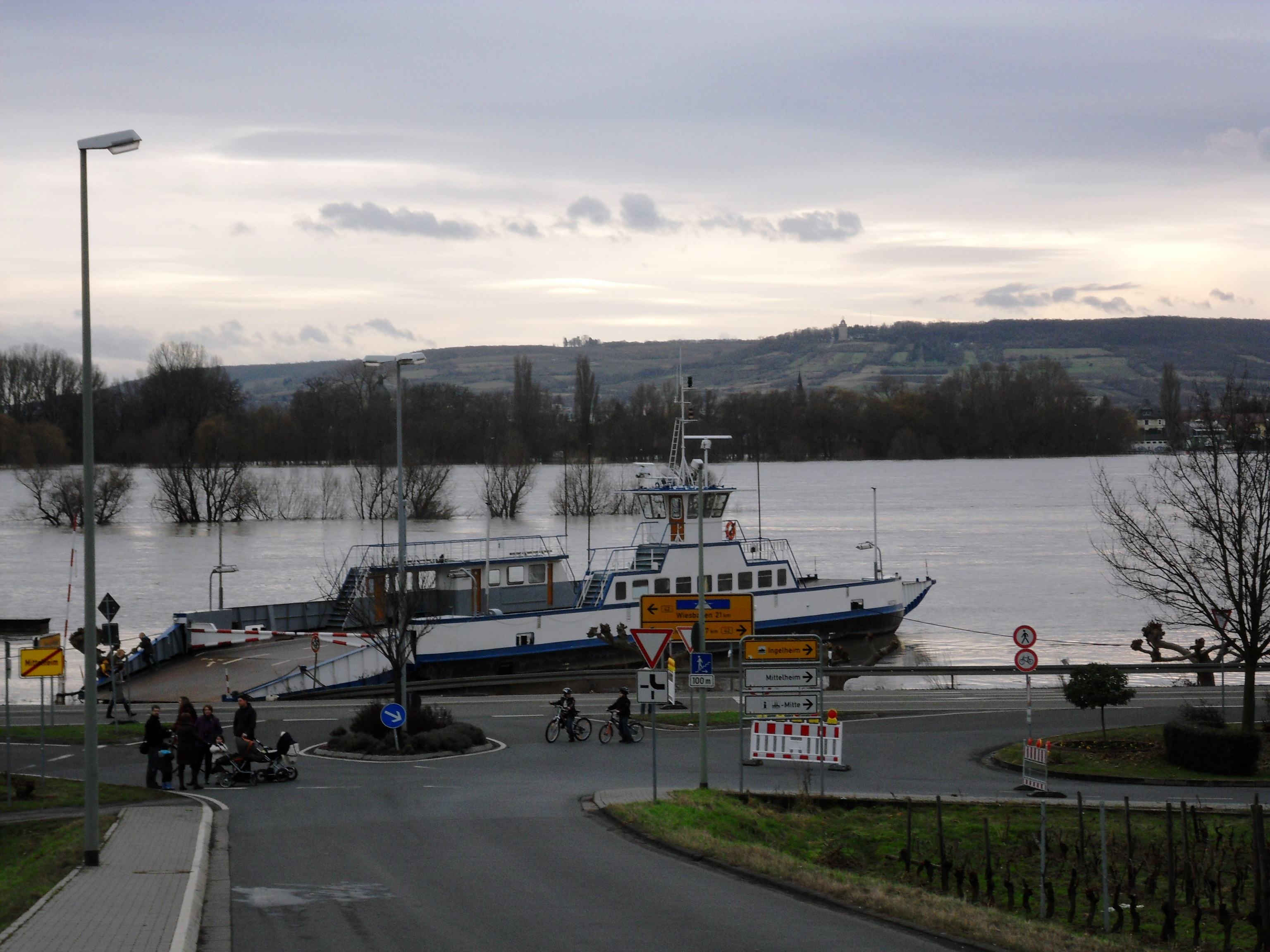
Blick vom Nikolauspfad in Mittelheim zur B 42 beim Pegelstand Oestrich 499. Die Doppelendfähre Michael der Fährverbindung Mittelheim-Ingelheim hat direkt am Straßenrand an der Hochwasserrampe festgemacht.

Da die Bundesstraße 42 am Rheinufer durch das Überschwemmungsgebiet führt, und der Verkehr bei Hochwasser regelmäßig umgeleitet werden muss, hat die alte Ortsdurchfahrt, in Oestrich und Mittelheim die Rheingaustraße und in Winkel die Hauptstraße, als B 42a nach wie vor den Status einer Bundesstraße, obwohl sie in Winkel und Mittelheim so eng ist, dass sie hier nur als Einbahnstraße dienen kann, und zwar ab Lindenplatz in West-Ost-Richtung von Rüdesheim nach Wiesbaden bis zum Bahnhof Oestrich-Winkel. Auch am Friedensplatz in Oestrich ist sie durch das Scharfe Eck für etwa 150 Meter nur einspurig, hier ist bei Gegenverkehr der Verkehr von Rüdesheim Richtung Wiesbaden wartepflichtig. Ebenso einspurig ist ein Stück der Hauptstraße in Winkel zwischen dem Brentanohaus und der Goethestraße, die Winkel und Johannisberg mit der Umgehungsstraße verknüpft, hier hat bei Gegenverkehr der Verkehr von Rüdesheim Richtung Wiesbaden Vorrang.
Bei diesen Gegebenheiten kann die B 42a als Hochwasserumleitung nur im Einbahnverkehr von Rüdesheim Richtung Wiesbaden dienen. Für die Gegenrichtung gibt es die sogenannte Große Hochwasserumleitung durch die Weinberge oberhalb der Ortslage von Oestrich und Mittelheim. Sie beginnt bei Schloss Reichartshausen als Abzweig von der Umgehungsstraße, führt dann über die Kreisstraße K 634 zur Ortseinfahrt von Hallgarten, wo sie nach Westen abbiegt und über einspurige befestigte Wirtschaftswege durch die Weinberge führt und unterhalb von Schloss Vollrads die Vollradser Allee in Winkel erreicht. Dieser folgt die Umleitungsstrecke in Richtung Greiffenclaustraße und nimmt sodann bergan die K 631 nach Johannisberg, von wo die Umleitung nach Geisenheim wieder hinabführt und nach zwölfeinhalb Kilometern mit der Chauvignystraße die hier hochwassersichere B42 erreicht. Nur auf diesem Weg lässt sich das besonders hochwassergefährdete sechseinhalb Kilometer lange Teilstück der B42 umfahren. Wenn auch hinter Rüdesheim die Bundesstraße überflutet ist, muss der Verkehr nach Lorch in Johannisberg die Straße Richtung Stephanshausen, Presberg und Wispertal nehmen.
Ein etwa 400 Meter langes Teilstück der B42 zwischen Oestrich und Mittelheim mit abgesenkter Fahrbahn wird als erstes überflutet, und zwar erreicht hier das Hochwasser die Fahrbahn bei Pegelstand in Bingen von 460. Nach den ELWIS-Wasserstandsvorhersagen entspricht dies zeitgleich einem Pegelstand Oestrich von 438. Wegen der großen Bedeutung der Umgehungsstraße für den Verkehr im Rheingau versucht Hessen Mobil den Verkehr auf der B42 mit den nötigen Einschränkungen wie Tempolimit und Fahrbahnverengung so lange wie möglich aufrechtzuerhalten, auch wenn der Straßenrand links und rechts schon unter Wasser steht. Wenn das Hochwasser erwartungsgemäß nur dieses Teilstück der B42 überfluten wird, genügt eine innerörtliche Kleine Hochwasserumleitung durch Oestrich.

### Radwanderwege
Durch den Ort verläuft die Variante R3a des Hessischen Radfernweg R3 (Rhein-Main-Kinzig-Radweg). Der R3 führt unter dem Motto Auf den Spuren des Spätlesereiters. entlang von Rhein, Main und Kinzig über Fulda nach Tann in der Rhön. Auf dem ersten Teilstück bis Eltville führt die Variante R3a über die Rheingauer Riesling Route. Am Rheinufer verläuft der Rheinradweg, ein ca. 1230 km langer Radfernweg, der durch fünf Staaten vom Quellgebiet des Rheins in den Schweizer Alpen am Oberalppass bis zur Mündung bei Rotterdam führt.

## Bildung und Betreuung
Bis ins Jahr 2015 besaß Oestrich-Winkel drei Grundschulen in Winkel, Oestrich und Hallgarten, wobei in der Oestricher Grundschule auch eine Hauptschule integriert war. Mit der Schließung der Winkler Rabanus-Maurus-Schule 2015 wurden ihre Schüler in die Oestricher Grundschule verlegt, welche nun in „Pfingstbachschule“ umbenannt wurde. Die Grundschule im Stadtteil Hallgarten bleibt jedoch weiterhin bestehen. Schulträger für die Grundschule Hallgarten ist seit 2005 nicht mehr der Rheingau-Taunus Kreis, sondern die Stadt selbst. Die Hauptschule verlegte man an die Integrierte Gesamtschule in Rüdesheim.

## Söhne und Töchter der Stadt
- 1467, Richard von Greiffenklau zu Vollrads, † 13. März 1531, Erzbischof und Kurfürst von Trier, wurde auf Schloss Vollrads geboren
- 1665, 18. April, in Mittelheim, Philipp Gersenius, † 15. Februar 1727 in Aschaffenburg, Jesuit, Domprediger in Würzburg, Hochschullehrer in Würzburg und Bamberg, ab 1723 Rektor des Speyerer Jesuitenkollegs
- 1827, 9. Oktober, in Oestrich, Wilhelm Petri, † 13. November 1897 in Kassel, Richter und Abgeordneter im Herzogtum Nassau
- 1846, 22. Mai, in Winkel, Peter Spahn, † 31. August 1925 in Bad Wildungen, deutscher Politiker (Deutsche Zentrumspartei), MdR, MdL, Preußischer Justizminister
- 1955, 8. März, Andreas Etienne, Schauspieler und Theaterleiter
- 1944, Gerd Klier † 2011, Profifußballer, unter Vertrag bei HSV/Freiburger FC/Mainz 05/FC Villingen, Torschützenkönig Regionalliga Süd 1969/1970, Regionalliga Südwest 1973/1974

## Persönlichkeiten
- Rabanus Maurus (um 780–856), bedeutender karolingischer Gelehrter, starb in Winkel
- Karoline von Günderrode (1780–1806), Dichterin der Romantik, beging in Winkel Selbstmord
- Andreas Joseph Hofmann (1752–1849), Lehrer Metternichs, Revolutionär, Agent Frankreichs in London – und 1793 der erste Parlamentspräsident der deutschen Geschichte im Rheinisch-Deutschen Nationalkonvent
- Charlotte „Lolo“ von Hornstein (1861–1941), Malerin, Ehefrau von Franz von Lenbach, wurde in Winkel geboren
- Dieter Zeller (1939–2014), katholischer Theologe und Religionswissenschaftler (ab 1982 in Mainz), lebte in Oestrich-Winkel